# Egede (kráter)

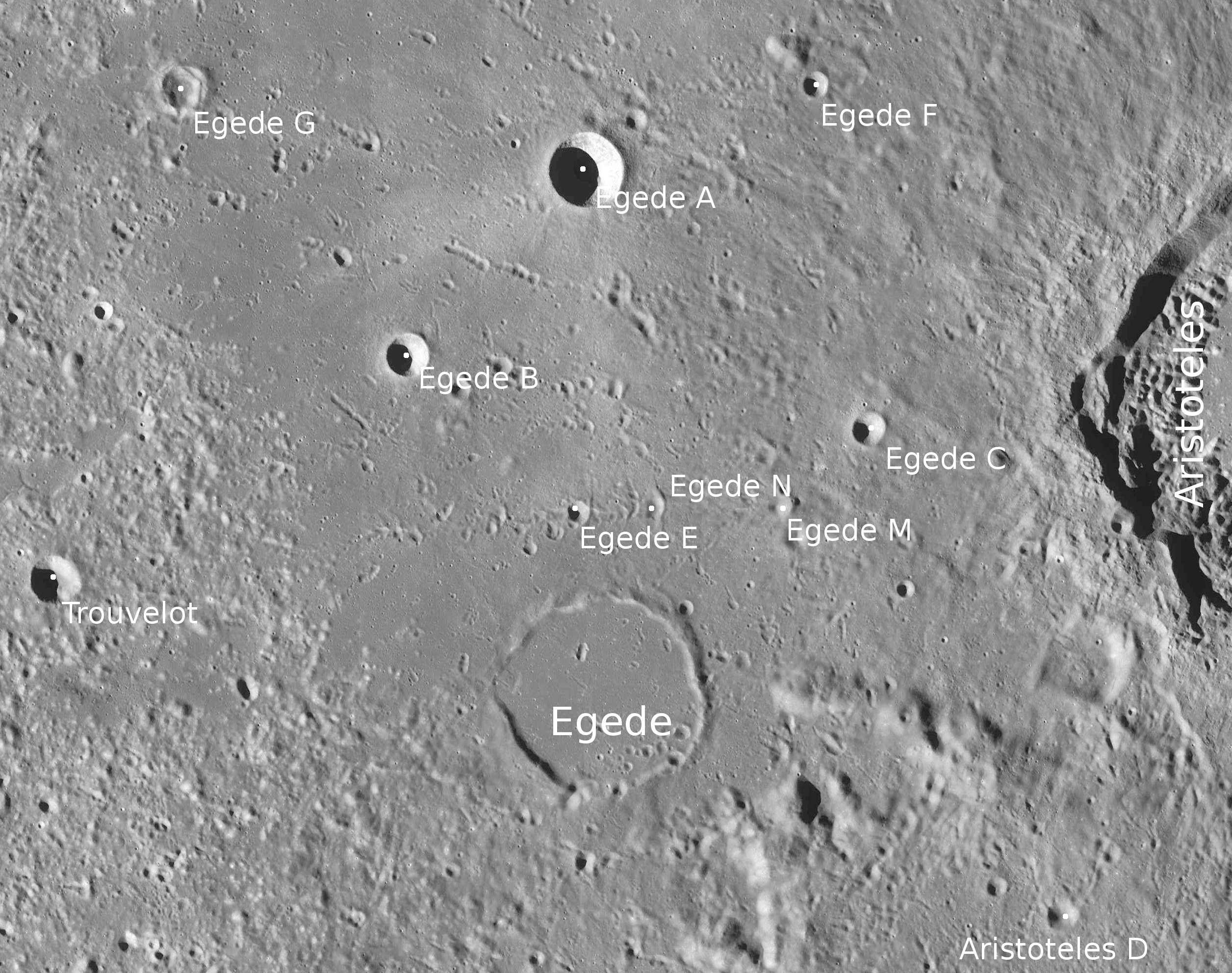
Poloha kráteru Egede.

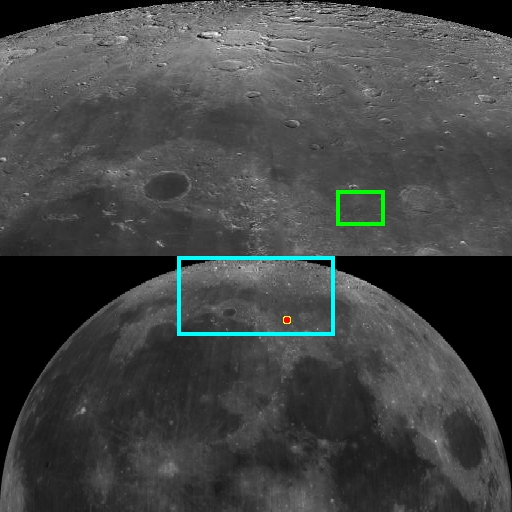
Poloha kráteru Egede na přivrácené straně Měsíce.

Egede je lávou zatopený kráter s tmavým dnem nacházející se na jižním okraji východní části Mare Frigoris (Moře chladu) na přivrácené straně Měsíce. Má průměr 37 km.
Dno je vyplněno zatuhlou lávou a je tudíž ploché, nenajdeme zde centrální pahorek. V jihovýchodní části je nakupeno několik kráterových jamek (malých kráterů). Okrajový val kráteru je nepravidelného polygonálního tvaru a dosahuje výšky max. 0,4 km nad okolním terénem.
Východně leží rozlehlý kráter Aristoteles, jihovýchodně kráter Eudoxus.

## Název
Pojmenován je podle dánského misionáře Hanse Egedeho, který působil dlouhou dobu v Grónsku.

## Satelitní krátery
V okolí se nachází několik dalších kráterů. Ty byly označeny podle zavedených zvyklostí jménem hlavního kráteru a velkým písmenem abecedy.
| Egede | Sel. šířka | Sel. délka | Průměr |
| ----- | ---------- | ---------- | ------ |
| A     | 51.6° S    | 10.5° V    | 13 km  |
| B     | 50.5° S    | 8.9° V     | 8 km   |
| C     | 50.1° S    | 13.0° V    | 5 km   |
| E     | 49.6° S    | 10.4° V    | 4 km   |
| F     | 51.9° S    | 12.5° V    | 4 km   |
| G     | 51.9° S    | 6.9° V     | 7 km   |
| M     | 49.5° S    | 12.4° V    | 4 km   |
| N     | 49.7° S    | 11.1° V    | 4 km   |
| P     | 47.8° S    | 10.5° V    | 4 km   |